# Fabinho
Fábio Henrique Tavares (sinh ngày 23 tháng 10 năm 1993), được biết đến với cái tên Fabinho (phát âm tiếng Bồ Đào Nha: [faˈbĩɲu]), là một cầu thủ bóng đá chuyên nghiệp người Brasil  đang chơi ở vị trí tiền vệ phòng ngự hoặc là hậu vệ phải cho câu lạc bộ Al-Ittihad tại Saudi Pro League và đội tuyển quốc gia Brasil. Anh được xem như là một trong những single-pivot (người đá giữa và thấp nhất trong hàng tiền vệ) xuất sắc nhất trong bóng đá hiện đại.
Sau khi bắt đầu tại Fluminense, Fabinho chuyển đến Rio Ave vào năm 2012. Anh dành toàn bộ thời gian ở đó để cho mượn, đầu tiên tại Real Madrid Castilla, và xuất hiện một lần thay thế cho đội chính thức. Anh ấy đã trải qua năm năm tại Monaco, chơi tổng cộng 233 trận và ghi được 31 bàn thắng, và giành chiến thắng tại Ligue 1 năm 2016-17.
Fabinho ra mắt quốc tế cho Brasil vào năm 2015 và là một phần của đội hình của họ tại Copa América vào năm 2015 và 2016.

## Sự nghiệp câu lạc bộ

### Fluminense
Sinh ra ở Campinas, São Paulo, Fabinho bắt đầu sự nghiệp tại Fluminense. Anh đã được gọi vào đội hình trận đấu đội một lần đầu tiên vào ngày 20 tháng 5 năm 2012, vì anh ấy là người thay thế không được sử dụng trong chiến thắng 1-0 trận trước Corinthians cho mùa giải Série A.

### Rio Ave và Real Madrid
Vào ngày 8 tháng 6 năm 2012, Fabinho gia nhập Rio Ave thuộc giải Primeira Liga trong một hợp đồng sáu năm. Sau một tháng tại Rio Ave, Fabinho gia nhập Real Madrid Castilla trong một hợp đồng cho mượn dài mùa vào ngày 19 tháng 7. Anh ra mắt trận chơi chuyên nghiệp vào ngày 17 tháng 8, khi mùa giải Segunda División bắt đầu, chơi 90 phút trong trận thua 2-1 tại sân đội Villarreal. Ngày 28 tháng 4 năm 2013, anh đã ghi bàn thắng đầu tiên của mình trong trận hòa 3-3 tại CD Numancia.
Anh ra mắt Real Madrid vào ngày 8 tháng 5 năm 2013, chơi 14 phút thay cho Fábio Coentrão và kiến tạo bàn thắng thứ sáu của Ángel Di María trong chiến thắng 6-2 tại La Liga trước Málaga trên sân vận động Santiago Bernabéu.

### AS Monaco

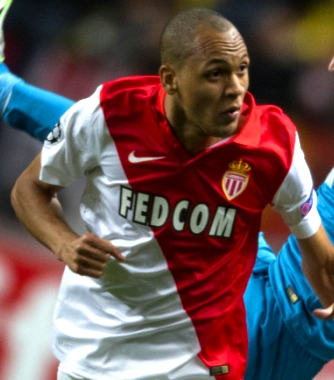
Fabinho chơi cho Monaco năm 2014.

Vào ngày 19 tháng 7 năm 2013, Fabinho gia nhập Monaco theo một hợp đồng cho mượn dài hạn. Anh ra mắt vào ngày 10 tháng 8 tại Stade Chaban-Delmas trong trận mở màn Ligue 1 của Monaco mùa giải 2013–14, chơi toàn thời gian với Bordeaux, với chiến thắng 2-0 thuộc về Monaco. Anh ghi bàn thắng đầu tiên của mình cho Monaco ở phút 58 trong chiến thắng 6-0 trên sân nhà thuộc vòng tứ kết Coupe de France 2013–14 vào ngày 26 tháng 3 năm 2014.
Sau khi hoàn thành khoản cho mượn một năm tại Monaco, anh ấy đã gia nhập câu lạc bộ theo hợp đồng cho mượn thêm một năm nữa vào ngày 2 tháng 7 năm 2014. Vào ngày 9 tháng 12 năm 2014, anh ấy đã ghi bàn thắng cuối cùng trận đấu trên sân nhà ở Bảng C Trận 6 với chiến thắng 2-0 trên sân của đội Zenit St Petersburg (mục tiêu UEFA Champions League hoặc UEFA Europa League đầu tiên của anh), để cho phép Monaco đủ điều kiện tham gia vòng loại trực tiếp UEFA Champions League 2014–15 với tư cách đầu bảng.
Vào ngày 19 tháng 5 năm 2015, sau hai mùa cho mượn tại Monaco, Monaco và Rio Ave đã đồng ý về việc chuyển nhượng vĩnh viễn Fabinho; anh ấy đã ký hợp đồng với Monaco trong bốn mùa tiếp theo và sẽ gắn bó với câu lạc bộ cho đến ngày 30 tháng 6 năm 2019.
Vào ngày 20 tháng 3 năm 2016, Fabinho đã mang về quả phạt đền khi bị phạm lỗi bởi người đồng hương David Luiz, và chuyển đổi nó thành chiến thắng 2-0 và đó là trận thua sân nhà đầu tiên của Paris Saint-Germain kể từ tháng 5 năm 2014.
Vào ngày 21 tháng 2 năm 2017, Fabinho đã kiến tạo một cho Radamel Falcao và một cho Kylian Mbappé trong trận thua 5-3 trước Manchester City trong trận đấu lượt đi vòng 16 UEFA Champions League 2016–17. Vào ngày 15 tháng 3, Fabinho đã ghi được 2-0 cho Monaco ở phút thứ 29 bằng đường chuyền thấp của Benjamin Mendy để giúp Monaco đánh bại Manchester City 3-1 (tổng tỷ số 6-6) trong trận đấu lượt về tại Stade Louis II và tiến vào tứ kết theo luật bàn thắng sân khách.

### Liverpool
Vào ngày 28 tháng 5 năm 2018, câu lạc bộ Liverpool ở Ngoại hạng Anh đã thông báo rằng Fabinho sẽ ký hợp đồng với câu lạc bộ theo một hợp đồng dài hạn với mức phí ban đầu được báo cáo là 39 triệu bảng, có hiệu lực từ ngày 1 tháng 7.

#### 2018–19
Anh ra mắt câu lạc bộ như một sự thay thế cho chấn thương của Sadio Mané trong trận đấu vòng bảng Champions League với Paris Saint-Germain vào ngày 18 tháng 9, chiến thắng 3-2 tại Anfield.
Anh ra mắt tại giải đấu trong chiến thắng 1-0 tại Huddersfield Town vào ngày 20 tháng 10 bằng việc thay Adam Lallana ra sân. Một tuần sau, anh tiếp tục góp mặt trong chiến thắng 4-1 trên sân nhà trước Cardiff City ở vị trí tiền vệ trung tâm cùng với Georginio Wijnaldum và nhận được lời khen ngợi từ Sky Sports. Vào ngày 17 tháng 12, Fabinho đã được bầu chọn là Cầu thủ xuất sắc nhất trận đấu sau trận đấu với Manchester United trong chiến thắng 3-1.
Vào ngày 26 tháng 12 năm 2018, Fabinho đã ghi bàn thắng đầu tiên cho Liverpool trong chiến thắng 4-0 trước Newcastle United. Đầu tháng 1 năm 2019, Fabinho chơi ở vị trí trung vệ trong trận đấu với Wolverhampton Wanderers ở vòng ba FA Cup và trên sân khách với Brighton. Sau màn trình diễn của mình, HLV Jürgen Klopp đã ca ngợi anh ấy và tuyên bố rằng anh ấy là một "sự lựa chọn trung vệ mới." Vào ngày 04 tháng 5 năm 2019, với cuộc đua danh hiệu của Liverpool đang đi xuống, Fabinho có một cú sút phạt giúp Liverpool đánh bại Newcastle 3-2 ngay trên sân khách. Vào ngày 1 tháng 6, Fabinho đá chính trong trận chung kết UEFA Champions League 2019 với Tottenham Hotspur, chơi trọn vẹn 90 phút khi câu lạc bộ giành được chiến thắng thứ sáu trong giải đấu và Fabinho giành được danh hiệu đầu tiên với câu lạc bộ.

#### 2019–20

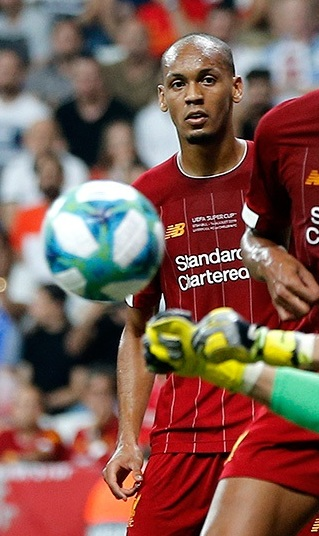
Fabinho chơi cho Liverpool tại UEFA Super Cup 2019.

Vào ngày 14 tháng 8, Fabinho đã chơi đủ 90 phút trong trận Siêu cúp châu Âu 2019 với Chelsea, ghi bàn thắng thứ hai cho Liverpool trong loạt luân lưu sau khi thời gian thi đấu chính thức kết thúc với tỷ số 2–2, trong chiến thắng chung cuộc 5–4 trên chấm phạt đền.
Vào ngày 27 tháng 10, anh ấy đã nhận được lời khen ngợi từ người hâm mộ cho màn trình diễn của mình trong chiến thắng 2-1 trước Tottenham. Bàn thắng đầu tiên trong mùa giải của Fabinho là vào lưới Manchester City vào ngày 10 tháng 11, ghi bàn thắng sớm trong chiến thắng chung cuộc 3–1 và được BBC Sport bình chọn là "Cầu thủ xuất sắc nhất trận".
Vào ngày 27 tháng 11, trong một trận đấu quan trọng tại Champions League với Napoli, anh ấy bị chấn thương sớm sau khi ngã một cách vụng về trong một pha tranh bóng và được thay ra sau 18 phút. Hai ngày sau, câu lạc bộ thông báo rằng chấn thương sẽ khiến Fabinho phải nghỉ thi đấu cho đến đầu năm 2020.

#### 2020–21
Trong mùa giải 2020–21, Fabinho phải chơi ở vị trí trung vệ do các vấn đề chấn thương của câu lạc bộ. Vào tháng 12 năm 2020, anh có lần ra sân thứ 100 cho Liverpool.

#### 2021–22
Vào ngày 3 tháng 8 năm 2021, Fabinho ký hợp đồng dài hạn với Liverpool đến năm 2026.
Vào ngày 12 tháng 9 năm 2021, anh ghi bàn thắng đầu tiên trong mùa giải, ghi bàn thắng từ cự ly gần vào lưới Leeds United, bàn thứ hai trong chiến thắng chung cuộc 3–0. Vào ngày 9 tháng 1 năm 2022, Fabinho ghi bàn đầu tiên tại FA Cup, ghi bàn thứ hai và thứ tư trong chiến thắng 4–1 ở vòng ba trước Shrewsbury Town.

## Sự nghiệp quốc tế
Trong đội hình 23 người của HLV Dunga cho Cúp bóng đá Nam Mỹ 2015 ở Chile, Fabinho xuất hiện lần đầu của mình trong một trận đấu ra quân trước México vào ngày 07 tháng 6 năm đó nhờ việc cho anh vào sân để thay Danilo trong chiến thắng 2-0 tại Allianz Parque ở São Paulo. Với việc Dani Alves chơi toàn bộ giải đấu ở vị trí hậu vệ phải, Fabinho không chơi ở Copa América khi Brasil lọt vào tứ kết. Fabinho được chọn vào đội hình Copa América Centenario của Brasil, mặc dù anh không chơi trong ba trận đấu của Brasil tại giải đấu.
Vào tháng 6 năm 2021, anh được đưa vào danh sách đội tuyển Brasil tham dự Copa América 2021 trên sân nhà và giành ngôi á quân.

## Phong cách thi đấu
Fabinho được coi là một trong những tiền vệ phòng ngự xuất sắc nhất thế giới, với chuyên gia của Sky Sports và cựu cầu thủ Manchester United, Gary Neville, nói: "Đối với tôi, Fabinho là người giỏi nhất."  Anh ấy là một cầu thủ mạnh mẽ, nhanh nhẹn, được đánh giá cao ở khả năng giành lại bóng ở khu vực giữa sân và tái chế quyền sở hữu nhanh chóng. Vai trò tiền vệ phòng ngự của anh ấy đôi khi đòi hỏi anh ấy phải lùi xa hơn để chơi như một trung vệ thứ ba để che chở cho các hậu vệ cánh Andrew Robertson và Trent Alexander-Arnold của Liverpool. Khả năng đọc trận đấu của anh ấy được coi là xuất sắc và đã khiến anh ấy được trợ lý huấn luyện viên Liverpool Pepijn Lijnders và các đồng đội của mình đặt biệt danh là 'Ngọn hải đăng'.

## Đời tư
Fabinho cưới Rebeca Tavares năm 2015, 2 người đã sinh sống cùng nhau từ năm 2013. Tại Liverpool, anh có biệt danh là "The Hoover", vì theo đồng đội Joe Gomez, "anh ấy dọn dẹp mọi thứ."

## Thống kê sự nghiệp

### Câu lạc bộ
Tính đến ngày 27 tháng 2 năm 2022
| Câu lạc bộ                  | Mùa giải            | Giải quốc nội       | Giải quốc nội | Giải quốc nội | Cúp quốc gia | Cúp quốc gia | Cúp liên đoàn | Cúp liên đoàn | Châu lục | Châu lục | Khác | Khác | Tổng cộng | Tổng cộng |
| Câu lạc bộ                  | Mùa giải            | Hạng                | Trận          | Bàn           | Trận         | Bàn          | Trận          | Bàn           | Trận     | Bàn      | Trận | Bàn  | Trận      | Bàn       |
| --------------------------- | ------------------- | ------------------- | ------------- | ------------- | ------------ | ------------ | ------------- | ------------- | -------- | -------- | ---- | ---- | --------- | --------- |
| Fluminense                  | 2012                | Série A             | 0             | 0             | —            | —            | —             | —             | 0        | 0        | 0    | 0    | 0         | 0         |
| Real Madrid Castilla (mượn) | 2012–13             | Segunda División    | 30            | 2             | —            | —            | —             | —             | —        | —        | —    | —    | 30        | 2         |
| Real Madrid (mượn)          | 2012–13             | La Liga             | 1             | 0             | 0            | 0            | —             | —             | 0        | 0        | 0    | 0    | 1         | 0         |
| Monaco (mượn)               | 2013–14             | Ligue 1             | 26            | 0             | 4            | 1            | 1             | 0             | —        | —        | —    | —    | 31        | 1         |
| Monaco (mượn)               | 2014–15             | Ligue 1             | 36            | 1             | 4            | 0            | 3             | 0             | 10       | 1        | —    | —    | 53        | 2         |
| Monaco                      | 2015–16             | Ligue 1             | 34            | 6             | 3            | 2            | 1             | 0             | 9        | 0        | —    | —    | 47        | 8         |
| Monaco                      | 2016–17             | Ligue 1             | 37            | 9             | 4            | 0            | 1             | 0             | 14       | 3        | —    | —    | 56        | 12        |
| Monaco                      | 2017–18             | Ligue 1             | 34            | 7             | 2            | 1            | 4             | 0             | 5        | 0        | 1    | 0    | 46        | 8         |
| Monaco                      | Tổng cộng           | Tổng cộng           | 167           | 23            | 17           | 4            | 10            | 0             | 38       | 4        | 1    | 0    | 233       | 31        |
| Liverpool                   | 2018–19             | Premier League      | 28            | 1             | 1            | 0            | 1             | 0             | 11       | 0        | —    | —    | 41        | 1         |
| Liverpool                   | 2019–20             | Premier League      | 28            | 2             | 2            | 0            | 0             | 0             | 7        | 0        | 2    | 0    | 39        | 2         |
| Liverpool                   | 2020–21             | Premier League      | 30            | 0             | 2            | 0            | 1             | 0             | 8        | 0        | 1    | 0    | 42        | 0         |
| Liverpool                   | 2021–22             | Premier League      | 19            | 4             | 1            | 2            | 3             | 0             | 7        | 0        | —    | —    | 30        | 6         |
| Liverpool                   | Tổng cộng           | Tổng cộng           | 105           | 7             | 6            | 2            | 5             | 0             | 33       | 0        | 3    | 0    | 152       | 9         |
| Tổng cộng sự nghiệp         | Tổng cộng sự nghiệp | Tổng cộng sự nghiệp | 334           | 34            | 23           | 6            | 15            | 0             | 71       | 4        | 4    | 0    | 446       | 42        |

1. ↑  Bao gồm Coupe de France, FA Cup
2. ↑  Bao gồm Coupe de la Ligue, EFL Cup
3. 1 2 3 4 5 6 7  Ra sân tại UEFA Champions League
4. ↑  4 lần ra sân tại UEFA Champions League, 5 lần ra sân tại UEFA Europa League
5. ↑  Ra sân tại Trophée des Champions
6. ↑  1 lần ra sân tại FA Community Shield, 1 lần ra sân tại UEFA Super Cup
7. ↑  Ra sân tại FA Community Shield

### Quốc tế
Tính đến ngày 9 tháng 12 năm 2022.
| Đội tuyển quốc gia | Năm       | Trận | Bàn |
| ------------------ | --------- | ---- | --- |
| Brasil             | 2015      | 3    | 0   |
| Brasil             | 2016      | 1    | 0   |
| Brasil             | 2017      | 0    | 0   |
| Brasil             | 2018      | 3    | 0   |
| Brasil             | 2019      | 5    | 0   |
| Brasil             | 2021      | 10   | 0   |
| Brasil             | 2022      | 7    | 0   |
| Tổng cộng          | Tổng cộng | 29   | 0   |

## Danh hiệu

### Câu lạc bộ

#### Monaco
- Ligue 1: 2016–17

#### Liverpool
- Premier League: 2019–20
- FA Cup: 2021–22
- EFL Cup: 2021–22
- FA Community Shield: 2022
- UEFA Champions League: 2018–19[39]
- UEFA Super Cup: 2019[40]
- FIFA Club World Cup: 2019

### Quốc tế
- Á quân Copa América 2021